# Louis Mafouta
Louis Mafouta (* 2. Juli 1994 in Beaumont-sur-Oise) ist ein zentralafrikanisch-französischer Fußballspieler, der beim SC Amiens und in der zentralafrikanischen Nationalmannschaft spielt.

## Karriere

### Verein
Mafouta begann seine fußballerische Ausbildung bei der AS Saint-Ouen l’Aumône. Dort spielte er bis 2016 51 Mal in der National 3, wobei er zehnmal traf. Anschließend wechselte er in die dritte griechische Liga zu Panserraikos. Dort spielte er 2016/17 sechsmal und traf einmal. Bereits im Februar 2017 verließ er den Verein wieder und wechselte zurück nach Frankreich in die fünfte Liga zu USM Senlis. Dort spielte er in seiner gesamten Zeit bis Januar 2018 19 Mal, wobei er elf Mal ins gegnerische Tor traf. Im Januar 2018 wechselte er zum Drittligisten, kam dort neben zwei Einsätzen aber nur in der Reserve in der National 3 zum Einsatz. Im Winter 2019 wechselte er in die National 2, die vierte französische Liga zum RC Grasse. Hier kam er insgesamt zu 17 Toren in 27 Ligaeinsätzen.
Im Sommer 2020 wechselte er in die Schweizer Challenge League zu Neuchâtel Xamax. Bei seinem Debüt am zweiten Spieltag stand er direkt über 90 Minuten auf dem Platz, sein Team verlor jedoch 0:3 gegen den FC Schaffhausen. Direkt im nächsten Spiel schlug es den FC Thun mit 3:1 und Mafouta konnte sein erstes Tor und seine erste Vorlage beisteuern. In seinen 35 Saisoneinsätzen der Saison 2020/21 traf er 16 Mal, worunter auch mehrere Doppelpacks und ein Hattrick. Bis zur Winterpause 2021/22 schoss er wettbewerbsübergreifend zehn Tore in 20 Pflichtspielen.
In der Winterpause wurde er in die Ligue 1 an den FC Metz verliehen, die darüber hinaus eine Kaufoption für Mafouta besitzen. Sein Ligue-1-Debüt gab er bei einer 0:2-Niederlage gegen den OGC Nizza am 23. Spieltag der Saison, als er die letzte halbe Stunde auf dem Feld stand. Sein erstes Tor schoss bei einer 1:6-Niederlage gegen Stade Rennes. Bis zum Saisonende schoss er zwei Tore in 15 Ligue-1-Einsätzen für Metz und stieg mit seinem Verein ab.
Nach seiner Rückkehr zu Xamax wechselte er in die Ligue 2 zur US Quevilly. Nach einem Jahr schloss er sich dem Ligakonkurrenten SC Amiens an.

### Nationalmannschaft
Mafouta schoss direkt bei seinem Debüt für die zentralafrikanische Nationalmannschaft sein erstes Tor bei einer 1:2-Niederlage gegen Gambia in einem Freundschaftsspiel. Anschließend war er bis März 2021 absolute Stammkraft im Sturmzentrum der ZAR, wurde aber vom neuen Trainer Raoul Savoy nicht mehr beachtet.